# Arborele din Ténéré

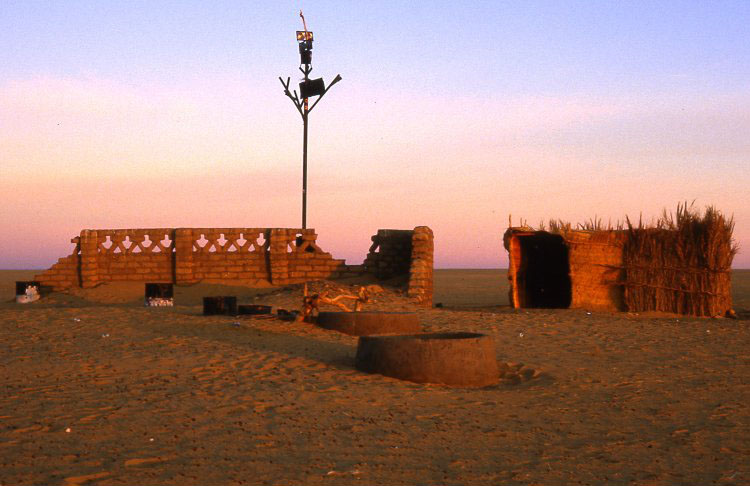
Monument comemorativ care se află în prezent în locul arborelui de Ténéré.

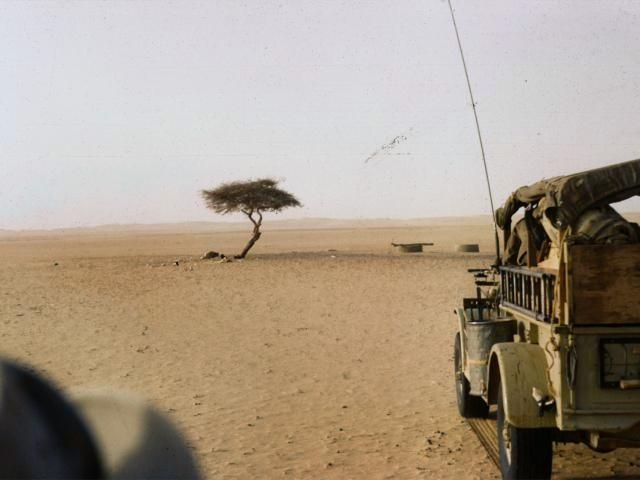
Arborele din Ténéré (1961)

Arborele din Ténéré a fost un salcîm, din specia Acacia raddiana sau Acacia tortilus, care a fost considerat cel mai izolat arbore de pe pămînt — singurul existent pe o distanță de 400 de km. A fost un punct de reper pe rutele caravanelor care traversau regiunea Ténéré din Sahara în nord-estul Nigerului — este cunoscut ca singurul copac care apare pe o hartă la scara de 1:4,000,000. A fost localizat aproximativ la 17°45′00″N 10°04′00″E / 17.75000°N 10.06667°E.
Acest arbore a fost ultimul supraviețuitor dintr-un pâlc de copaci de pe vremea când clima din zonă era mai umedă. Rădăcinile sale ajungeau la stratul freatic de apă, la peste 30 de metri adâncime, ceea ce explică supraviețuirea sa în pustiul Sahara.
În 1973 arborele a fost distrus, de un conducător de camion libian, care se pare că era beat. Rămășițele copacului au fost duse la muzeul din capitala Nigerului.